# Збірна Алжиру з футболу
Збі́рна Алжи́ру з футбо́лу (фр. Équipe d'Algérie de football) — команда, яка представляє Алжир на міжнародних турнірах і матчах з футболу. Керівна організація — Алжирська федерація футболу.
Станом на 28 листопада 2024 посідає 37-e місце у рейтингу футбольних збірних світу.

## Кубок світу
- 1930–1962 — не брав участі
- 1966 — відмовився від участі
- 1970–1978 — не пройшов кваліфікацію
- 1982 — груповий турнір
- 1986 — груповий турнір
- 1990–2006 — не пройшов кваліфікацію
- 2010 — груповий турнір
- 2014 — 1/8 фіналу
- 2018 — не пройшла кваліфікацію
- 2022 — не пройшла кваліфікацію

## Кубок Африки
| - 1957–1965 — не брав участі - 1968 — груповий турнір - 1970–1978 — не пройшов кваліфікацію - 1980 — друге місце - 1982 — четверте місце - 1984 — третє місце - 1986 — груповий турнір - 1988 — третє місце - 1990 — чемпіон - 1992 — груповий турнір - 1994 — дискваліфікований - 1996 — чвертьфінал - 1998 — груповий турнір |  | - 2000 — чвертьфінал - 2002 — груповий турнір - 2004 — чвертьфінал - 2006 — не пройшов кваліфікацію - 2008 — не пройшов кваліфікацію - 2010 — четверте місце - 2012 — не пройшов кваліфікацію - 2013 — груповий турнір - 2015 — чвертьфінал - 2017 — груповий турнір - 2019 — чемпіон - 2021 — груповий турнір - 2023 — груповий турнір |